# Vasil Lipkivski
Vasil Kostiantínovych Lipkivski, en ucraniano: Васи́ль Костянти́нович Липкі́вський, (Popudnya, 7 de marzojul./ 19 de marzo de 1864greg. – Kiev, 27 de noviembre de 1937) fue el fundador de la Iglesia Ortodoxa Autocéfala Ucraniana y el primer «Metropolitano de Kiev y de toda Ucrania» consagrado independientemente (1921-1927).

## Educación y ministerio temprano
En 1873 comenzó su educación en el Seminario Teológico de Uman y se graduó en la Academia Teológica de Kiev en 1889 con el título de «Candidato de Teología». El 20 de octubre de 1891 fue ordenado clérigo. Ejerció su ministerio en la región de Lipovets, permaneciendo allí durante un período de 11 años. En 1903 fue trasladado a Kiev y fue nombrado director de la Escuela de Profesores de Religión de Kiev. Debido a su participación en el movimiento eclesiástico ucraniano, fue destituido de su cargo en 1905 y trasladado a la parroquia de Kiev-Solomenka en calidad de prior.

## Participación en el movimiento independentista
Durante este tiempo, la Iglesia Ortodoxa Oriental en Ucrania siguió siendo parte de la Iglesia Ortodoxa Rusa hasta que Ucrania afirmó su independencia en la caótica situación que siguió a la Primera Guerra Mundial y la Revolución rusa. En 1905 Lipkivski se convirtió en presidente del Congreso de Clérigos. Debido a su ucraninofilia y sus opiniones liberales, cayó en desgracia ante sus superiores. Una de sus campañas fue a favor del uso del idioma ucraniano en lugar del eslavo eclesiástico en los servicios religiosos. En 1917 fue nombrado nuevamente presidente del Congreso de Clérigos y Laicos. En este congreso se aprobó una resolución sobre la autocefalia de la Iglesia Ortodoxa Ucraniana. 
El gobierno de la nueva República Popular de Ucrania aprobó una ley que permitía la fundación de una Iglesia Ortodoxa Autocéfala Ucraniana en 1919. Bajo su supervisión, el 9 de mayo (en el calendario juliano) de 1919 se celebró el primer servicio religioso en idioma ucraniano en la Catedral castrense de San Nicolás en Kiev. En consecuencia, los obispos rusos prohibieron sus servicios religiosos y le privaron de su título clerical. Mientras tanto, entre los fieles ortodoxos ucranianos iba ganando terreno una asociación no estructurada a favor de romper vínculos con la Iglesia rusa.

## Creación de la Iglesia Ortodoxa Autocéfala Ucraniana

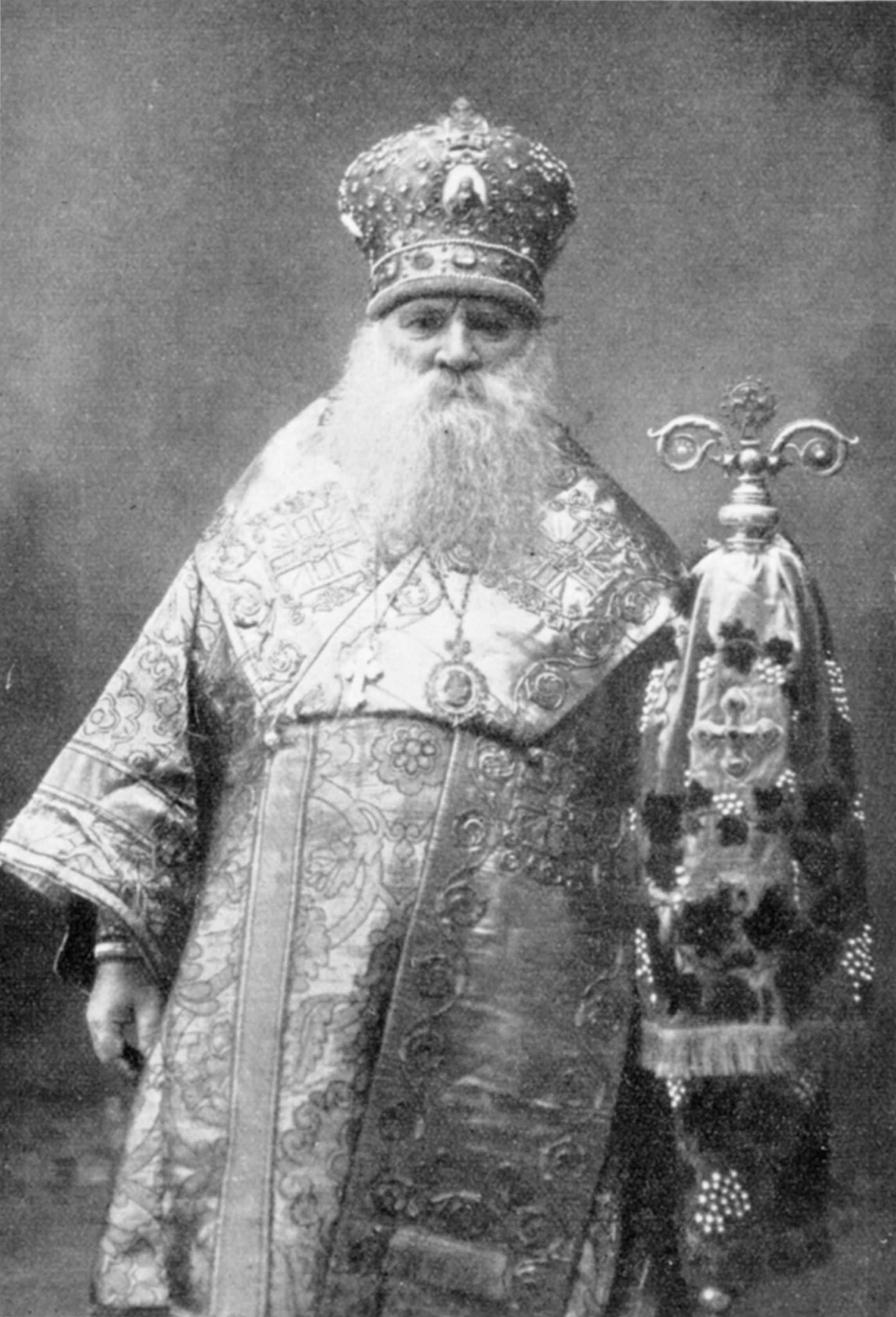
Metropolitano Vasil en 1921.

La iniciativa de autonomía respecto de Rusia condujo a la afirmación de la autocefalía ucraniana en el Primer Concilio de la Iglesia Ortodoxa Ucraniana el 23 de octubre de 1921. Como ningún obispo ortodoxo quería participar en esta acción, el concilio decidió ordenar a su líder, el arcipreste Vasil Lipkivski, como Metropolitano de Kiev y de toda Ucrania para la Iglesia Ortodoxa Autocéfala Ucraniana mediante la imposición de manos de los sacerdotes y laicos presentes (similar a las primeras ordenaciones en la Iglesia de Alejandría). Debido a este método, esta iglesia nunca fue reconocida por ninguna otra iglesia ortodoxa oriental. Sin embargo, a principios de 1924 la nueva iglesia tenía 30 obispos y aproximadamente 1500 sacerdotes y diáconos que servían en casi 1100 parroquias en la República Socialista Soviética de Ucrania, con posiblemente hasta seis millones de fieles.

## Persecución, arresto y ejecución
Durante la mayor parte de ejercicio como metropolitano lo pasó visitando las parroquias de toda Ucrania. Bajo el gobierno soviético, las autoridades al principio vieron la Iglesia ortodoxa ucraniana de forma positiva, como un contrapeso a la Iglesia ortodoxa rusa, pero a finales de la década de 1920 comenzaron a considerar la nueva iglesia como una peligrosa expresión de nacionalismo ucraniano. Como metropolitano, fue arrestado en varias ocasiones por el gobierno soviético. Las autoridades a menudo prohibieron sus salidas de Kiev y sus viajes por las parroquias ucranianas. Por presiones del gobierno soviético fue destituido como metropolitano en el segundo concilio de la iglesia ortodoxa ucraniana en 1927.
Ese mismo año fue puesto bajo arresto domiciliario, por lo que se le retiró el permiso para salir de Kiev y para celebrar servicios religiosos en las iglesias de la ciudad. Su detención continuó desde 1927 hasta 1937, en pobreza. Bajo la amenaza de la represión soviética, la Iglesia Ortodoxa Ucraniana se disolvió y aceptó la incorporación al Patriarcado de Moscú, dominado por Rusia, en 1930.
En febrero de 1937, el Lipovski fue arrestado por la policía secreta rusa, la NKVD, y condenado a muerte por decreto de una troika de la NKVD. Fue ejecutado el 27 de noviembre de 1937. Se desconoce el lugar en el que fue enterrado.
En 1989 fue rehabilitado políticamente por el gobierno soviético.

## Obra
Lipkivski fue un escritor prolífico sobre la derecho canónico, historia de la iglesia y teología. Escribió una historia de la ortodoxia ucraniana en siete volúmenes, de los que solo ha sobrevivido el último, que ha sido publicado. La mayoría de su obra, manuscrita, fue destruida durante la Segunda Guerra Mundial.